# Pelariga
Pelariga es una freguesia portuguesa del municipio de Pombal, en el distrito de Leiría con 24,65 km² de superficie y 2176 habitantes (2011), distribuidos en 14 núcleos de población. Su densidad de población es de 88,3 hab/km².
Situada al nordeste del concelho, la freguesia, que hasta 1620 no era sino un coto de caza de los alcaides mayores de Pombal, fue constituida en el siglo XIX, a instancias del barón de la Venda da Cruz.